# 阿阿姆巴利耶桑
阿阿姆巴利耶桑（Aambaliyasan），是印度古吉拉特邦Mahesana县的一个城镇。总人口6736（2001年）。

## 人口
该地2001年总人口6736人，其中男性3612人，女性3124人；0—6岁人口1035人，其中男563人，女472人；识字率65.86%，其中男性为75.28%，女性为54.96%。